# Tratado de Lérida
El Tratado de Lérida fue un acuerdo firmado en mayo de 1157 por Alfonso VII, rey de León y Castilla, y Ramón Berenguer IV, conde de Barcelona y príncipe de Aragón, en Lérida.
Este tratado fue el último de una serie de pactos firmados por ambos gobernantes por los cuales acordaban repatirse el Reino de Pamplona. Ratificaba lo dispuesto en el Tratado de Carrión de 1140 y, además, acordaba, como forma de estrechar su alianza, el matrimonio entre Sancha de Castilla, hija de Alfonso VII, y Alfonso, primogénito de Ramón Berenguer IV.